# Метаматериал
Метаматериа́л — композиционный материал, свойства которого обусловлены в первую очередь резонансными свойствами составляющих его элементов так называемых метаатомов, а не периодической структурой, которая определяет функционал фотонных кристаллов. 
По аналогии с обычными материалами каждый метаатом обладает электрическим и магнитным откликом, и после макроскопического усреднения (гомогенизации) метаматериалы можно рассматривать как однородные среды, обладающие электромагнитными или акустическими свойствами, сложнодостижимыми технологически, либо не встречающимися в природе. Под такими свойствами следует понимать особые значения физических параметров среды, например, отрицательные по величине эффективные значения как диэлектрической проницаемости εeff, так и магнитной восприимчивости μeff, пространственную структуризацию (локализацию) распределения величин этих параметров (в частности, периодическое изменение коэффициента преломления как у фотонных кристаллов), наличие возможности управления параметрами среды в результате внешних воздействий (метаматериалы с электрически управляемой диэлектрической и магнитной проницаемостями) и т. д.
Приставка «мета-» переводится с греческого как «многочисленный», так как эти материалы состоят из очень большого числа одинаковых или изменяющихся определённым, заданным заранее образом структурных единиц — «метаатомов» для получения желаемых свойств. Их параметры зависят как от свойств отдельных метаатомов, так и от их распределения в пространстве. Свойства метаматериалов, как правило, описываются эффективными параметрами в комплексной форме. 
Метаматериалы могут синтезироваться внедрением в исходный природный материал различных периодических структур с самыми разными геометрическими формами, которые модифицируют диэлектрическую {\displaystyle \chi _{e}} и магнитную χ восприимчивости исходного материала. Но чаще эти материалы изготавливаются «с нуля»: при помощи нанолитографии и других подобных способов, используемых также в микроэлектронике для изготовления микросхем и процессоров. Иногда метаматериалы СВЧ и ВЧ диапазонов изготавливают из дискретных радиодеталей — конденсаторов и дросселей поверхностного монтажа с подходящими номиналами: их напаивают на специально подготовленную печатную плату в качестве метаатомов, в строго определённом порядке. Разработчик метаматериалов при их создании имеет возможность выбора (варьирования) различных свободных параметров (размеры структур, форма, постоянный и переменный период между ними и т. д.).

## Свойства
Одно из возможных свойств метаматериалов — отрицательный (или левосторонний) коэффициент (показатель) преломления, который проявляется при одновременной отрицательности диэлектрической и магнитной проницаемостей.

### Основы эффекта
Уравнение распространения электромагнитных волн в изотропной среде имеет вид:
{\displaystyle k^{2}-(\omega /c)^{2}n^{2}=0,} (1)
где {\displaystyle k} — волновой вектор, {\displaystyle \omega } — частота волны,
{\displaystyle c} — скорость света, {\displaystyle n^{2}=\epsilon \mu } — квадрат показателя преломления.
Из этих уравнений очевидно, что одновременная смена знаков у диэлектрической {\displaystyle \epsilon }
и магнитной {\displaystyle \mu } проницаемостей среды никак не отразится на этих соотношениях.

### «Правые» и «левые» изотропные среды
Уравнение (1) получено на основе теории Максвелла.
Для сред, у которых диэлектрическая {\displaystyle \epsilon }
и магнитная {\displaystyle \mu } восприимчивости среды одновременно положительные, три вектора электромагнитного поля — электрический {\displaystyle {\vec {E}}}, магнитный {\displaystyle {\vec {H}}} и волновой {\displaystyle {\vec {k}}} — образуют систему т.н. правых векторов:
{\displaystyle \left[{\vec {k}}{\vec {E}}\right]=(\omega /c)\mu {\vec {H}},}
{\displaystyle \left[{\vec {k}}{\vec {H}}\right]=-(\omega /c)\epsilon {\vec {E}}.}
Такие среды, соответственно, называют «правыми».
Среды, у которых {\displaystyle \epsilon }, {\displaystyle \mu } — одновременно отрицательные, называют «левыми». У таких сред электрический {\displaystyle {\vec {E}}}, магнитный {\displaystyle {\vec {H}}} и волновой вектора {\displaystyle {\vec {k}}} образуют систему левых векторов.
В англоязычной литературе описанные материалы могут называть 
right- и left-handed materials, или сокращённо RHM (правые) и LHM (левые), соответственно.
| {\displaystyle n1>0} · {\displaystyle n2>0} | {\displaystyle n1>0} · {\displaystyle n2<0} |

### Перенос энергии правой и левой волнами
Поток энергии, переносимой волной, определяется вектором Пойнтинга {\displaystyle {\vec {S}}}, который равен {\displaystyle {\vec {S}}=(c/4\pi )\left[{\vec {E}}{\vec {H}}\right]}. Вектор {\displaystyle {\vec {S}}}
всегда образует с векторами {\displaystyle {\vec {E}}}, {\displaystyle {\vec {H}}} правую тройку. Таким образом, для правых веществ {\displaystyle {\vec {S}}} и {\displaystyle {\vec {k}}} направлены в одну сторону, а для левых — в разные. Так как вектор {\displaystyle {\vec {k}}} совпадает по направлению с фазовой скоростью, то ясно, что левые вещества являются веществами с так называемой отрицательной фазовой скоростью. Иными словами, в левых веществах фазовая скорость противоположна потоку энергии. В таких веществах, например, наблюдается обращённый доплер-эффект и обратные волны.

### Дисперсия левой среды
Существование отрицательного показателя среды возможно при наличии у неё частотной дисперсии.
Если одновременно {\displaystyle \epsilon <0}, {\displaystyle \mu <0}, то энергия волны {\displaystyle W=\epsilon E^{2}+\mu H^{2}} будет отрицательной(!). Единственная возможность избежать этого противоречия будет наличие у среды частотной дисперсии {\displaystyle \partial \epsilon /\partial \omega } и {\displaystyle \partial \mu /\partial \omega }.

### Примеры распространения волны в левой среде
|  |  | {\displaystyle n<0} · {\displaystyle {\vec {p}}=2N\hbar {\vec {k}}} |

## Суперлинза
Джон Пендри и его коллеги в Physical Review Letters утверждают, что в материалах с отрицательным показателем преломления можно преодолеть дифракционный предел разрешения обычной оптики. В правой среде пространство изображений линзы нетождественно самому предмету, так как оно формируется без затухающих волн. В левой среде затухающие волны не затухают, даже наоборот — их амплитуда увеличивается при удалении волны от предмета, поэтому изображение формируется с участием затухающих волн, что может позволить получать изображения с лучшим, чем дифракционный предел, разрешением.
Первая экспериментально продемонстрированная суперлинза с отрицательным показателем преломления имела разрешение в три раза лучше дифракционного предела. Эксперимент проводился с микроволновыми частотами. В оптическом диапазоне суперлинза была реализована в 2005 году. Это была линза, не использующая негативную рефракцию, однако для усиления затухающих волн использовался тонкий слой серебра.
Достижения в создании суперлинз представлены в обзоре в CE&N за 2008 год. Для создания суперлинзы используются чередующиеся нанесённые на подложку слои серебра и фторида магния, на которых затем нарезалась нанорешётка. В результате создавалась трёхмерная композиционная структура с отрицательным показателем преломления в ближней инфракрасной области. Во втором случае метаматериал создавался с помощью нанопроволок, которые электрохимически выращивались на пористой поверхности оксида алюминия.
В начале 2007 года было заявлено о создании метаматериала с отрицательным показателем преломления в видимой области.
У материала показатель преломления на длине волны 780 нм был равен −0,6.

## Метаповерхности
Двумерный аналог метаматериалов — метаповерхности. Метаповерхности особенно хорошо подходят для управления светом, поскольку потери в них, как правило, меньше, чем в объёмных метаматериалах, а изготовление — проще.
Метаповерхность, используемая в качестве линзы для света, называется металинзой. Она имеет небольшие размеры, плоскую форму, толщину, не превышающую микрометр, покрыта наноструктурами в виде выступов или отверстий.

## Применение
Было объявлено о создании метаматериала с отрицательным показателем преломления в видимой области, способном скрыть трёхмерный объект. Материал состоит из золотых наноантенн с подложкой из золота и фторида магния. Использование метаматериалов в создании маскировочной умной одежды для военных более перспективно, чем альтернативные подходы.
Благодаря тому, что метаматериалы обладают отрицательным показателем преломления, они идеальны для маскировки объектов, так как их невозможно обнаружить средствами радиоразведки. Тем не менее, существующие метаматериалы только в первом приближении имеют отрицательный показатель преломления, что приводит к значительным вторичным переизлучениям.
Значительно растёт интерес к использованию метаматериалов в радиотехнических приложениях и, в частности, в антенной технике. Основные области их применения: изготовление подложек и излучателей в печатных антеннах для достижения широкополосности и уменьшения размеров антенных элементов; компенсация реактивности электрически малых антенн в широкой полосе частот, в том числе превышающей фундаментальный предел Чу; достижение узкой пространственной направленности элементарных излучателей, погруженных в метасреду;
изготовление антенн поверхностной волны; уменьшение взаимного влияния между элементами антенных решёток, в том числе в MIMO-устройствах; согласование рупорных и других типов антенн.

## История
Первые работы в этом направлении относятся ещё к XIX веку. В 1898 году Джагадис Чандра Бозе провёл первый микроволновый эксперимент по исследованию поляризационных свойств созданных им структур искривлённой конфигурации. В 1914 году Линдман воздействовал на искусственные среды, представлявшие
собой множество беспорядочно ориентированных маленьких проводов, скрученных в спираль и вложенных
в фиксировавшую их среду. 
В 1946–1948 гг. Уинстон Е. Кок впервые создал микроволновые линзы, используя проводящие сферы, диски и периодически расположенные металлические полоски, фактически образовавшие искусственную среду со специфичным по величине эффективным индексом преломления.  
Детальное описание истории вопроса можно найти в работе В. М. Аграновича и Ю. Н. Гартштейна, а также в публикациях Вадима Слюсаря. В большинстве случаев история вопроса о материалах с отрицательным коэффициентом преломления начинается с упоминания работы советского физика Виктора Веселаго, опубликованной в журнале «Успехи физических наук» в 1967 году. В статье рассказывалось о возможности существования материала с отрицательным коэффициентом преломления, который был назван «левосторонним». Автор пришёл к заключению, что с таким материалом почти все известные оптические явления распространения волн существенно изменяются, хотя в то время материалы с отрицательным коэффициентом преломления ещё не были известны. Здесь, однако, следует заметить, что в действительности значительно раньше такие «левосторонние» среды обсуждались в работе Сивухина и в статьях Пафомова.
В последние годы ведутся интенсивные исследования явлений, связанных с отрицательным коэффициентом преломления. Причиной интенсификации этих исследований стало появление нового класса искусственно модифицированных материалов с особой структурой, которые называются метаматериалами. Электромагнитные свойства метаматериалов определяются элементами их внутренней структуры, размещёнными по заданной схеме на микроскопическом уровне. Поэтому свойства этих материалов можно изменять таким образом, чтобы они имели более широкий диапазон электромагнитных характеристик, включая отрицательный коэффициент преломления.
Веселаго предсказал, что определённые оптические явления будут совершенно другими в материалах с отрицательным коэффициентом преломления. Возможно, самым поразительным из них является рефракция — отклонение электромагнитной волны при прохождении границы раздела двух сред. В нормальных условиях волна появляется на противоположной стороне линии, проходящей перпендикулярно этой границе (нормаль к поверхности). Однако, если один материал имеет положительный коэффициент преломления, а другой — отрицательный, волна будет появляться на той же стороне нормали к поверхности, что и приходящая волна. Также особым свойством метаматериалов является сильная дисперсия.

## Механические свойства композитов
Примерами метаматериалов, обладающими необычными механическими свойствами, являются ауксетики (материалы, имеющие отрицательные значения коэффициента Пуассона), созданные на основе "вывернутой пчелиной соты" и слоистые материалы, обладающие, при специальном подборе характеристик слоёв, отрицательным коэффициентом расширения поперёк слоёв.
Благодаря способности моделировать структуры со сложной геометрией на микро- и наноуровнях, современные аддитивные технологии позволяют создавать искусственные метаматериальные структуры со свойствами, отличными от свойств обычных материалов, встречающихся в природе. Ярким примером "необычных" материалов являются полимеры или сплавы с памятью формы. Широкий интерес к иерархическому подклассу ауксетиков объясняется дополнительными преимуществами структур, такими как более гибкая настройка желаемых механических характеристик (пористости, жесткости, удельного энергопоглощения, степени высвобождения материала и т.д.). Активно обсуждаются возможности биомедицинского применения иерархических вспомогательных материалов, таких как коронарные стенты, системы фильтрации и доставки лекарственных препаратов, имплантаты и многие другие, где требуется возможность высокоточной настройки свойств . Искусственные метаматериалы и их дизайн для 3D печати, позволяет создавать уникальные решетчатые структуры,  которые способны демонстрировать чрезвычайно высокую жесткость в одном направлении и чрезвычайно высокую податливость в других направлениях. Такие пентамодовые (пяти - узловые) иерархические структуры можно рассматривать как строительные блоки из экзотических материалов с любым произвольно выбранным термодинамически допустимым тензором упругости .